# Sarah Cowley

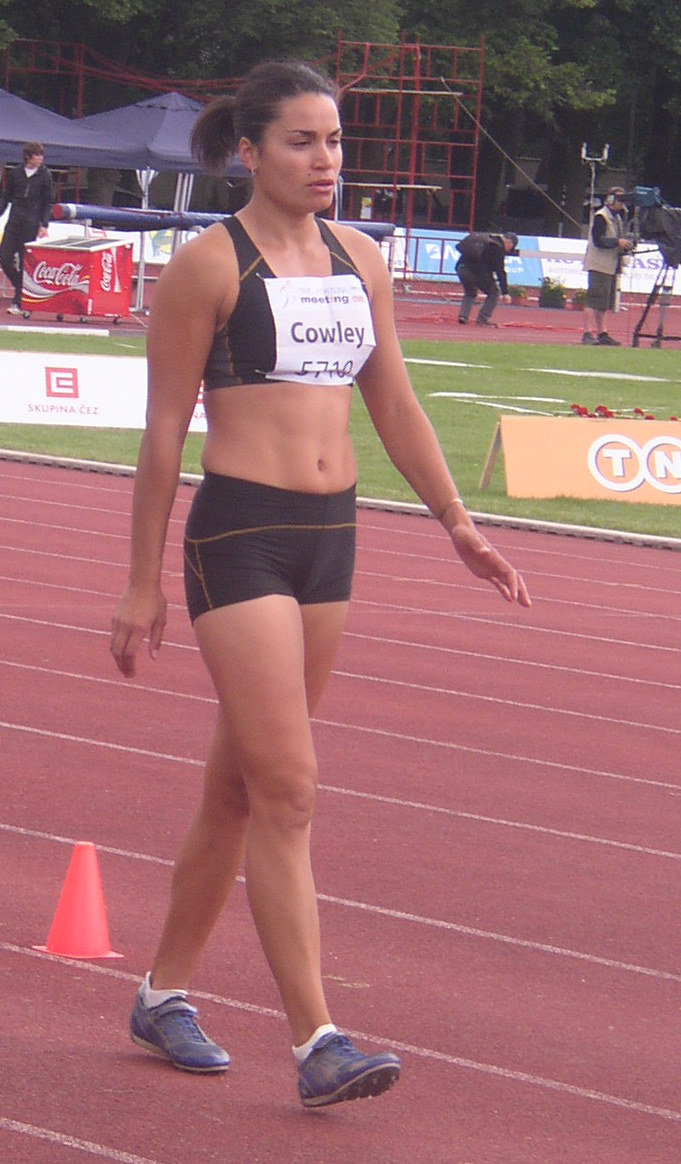
Sarah Cowley, 2010

Sarah Cowley (* 3. Februar 1984 in Rotorua) ist eine neuseeländische Siebenkämpferin, Hochspringerin und Hürdenläuferin.

## Sportliche Laufbahn
Im Siebenkampf wurde sie bei den Commonwealth Games 2006 in Melbourne Zehnte und kam bei den Olympischen Spielen 2012 in London auf den 26. Platz.
2014 wurde sie bei den Commonwealth Games in Glasgow Neunte im Hochsprung. Beim Leichtathletik-Continentalcup in Marrakesch wurde sie Siebte im Hochsprung und Achte im 100-Meter-Hürdenlauf.

## Persönliche Bestleistungen
- 100 m Hürden: 13,86 s, 4. Februar 2012, Palmerston North
- Hochsprung: 1,91 m, 26. Mai 2012, Götzis
- Siebenkampf: 6135 Punkte, 27. Mai 2012, Götzis